# Medelhavsdialogen
Medelhavsdialogen (engelska: Mediterranean Dialogue, MD) är ett Nato-organ bildat i december 1994. Dess syfte är att främja dialog och samarbete med icke-Europeiska länder kring Medelhavet. Samarbetet kompletterar det inom Europa-Medelhavspartnerskapet och OSSE:s Medelhavsinitiativ.

## Medlemmar
Fem medlemmar inledde samarbetet med Nato vid bildandet i februari 1995 och ytterligare två har tillkommit senare.

- Egypten (februari 1995)
- Israel (februari 1995)
- Mauretanien (februari 1995)
- Marocko (februari 1995)
- Tunisien (februari 1995)
- Jordanien (november 1995)
- Algeriet (mars 2000)

### Individuella partnerskap
Den 16 oktober 2006 etablerade Nato och Israel det första individuella partnerskapet inom ramen för Medelhavsdialogen. Ytterligare individuella partnerskapsavtal undertecknades av Egypten 2007 och Jordanien 2009.